# Período unipartidarista da República da Turquia
O período de partido único da República da Turquia começa com o Partido Popular Republicano tornando-se o único partido após sua criação, em 29 de outubro de 1923, e termina em 1945 com a criação do Partido Nacional de Desenvolvimento (Milli Kalkınma Partisi). O fim do período de partido único marcou com o Partido Popular Republicano deixando a maioria ao Partido Democrático, em 1950. Durante esse tempo, em um curto período em 1930 estabeleceu-se o Partido Liberal Republicano (Serbest Cumhuriyet Fırkası), mas logo dissolvido por seu fundador. Também o Partido Republicano Progressista (Terakkiperver Cumhuriyet Fırkası) foi estabelecido entre 1924-1925. Seu líder foi Kazim Karabekir. Foi proibido depois da revolta de Sheikh Said.